# Protestos na Praça da Paz Celestial em 1976

Praça da Paz Celestial, em Pequim, em 1975.

Os Protestos na Praça da Paz Celestial em 1976 ou Protestos de Tiananmen em 1976, também conhecidos como Incidente de Tiananmen, foi uma reunião em massa e protesto que ocorreu de 4 a 5 de abril de 1976, na Praça da Paz Celestial em Pequim, China. O incidente ocorreu no tradicional dia de luto, o Festival de Qingming, após o incidente de Nanjing, e foi desencadeado pela morte do primeiro-ministro Zhou Enlai no início daquele ano. Algumas pessoas desaprovaram veementemente a remoção das demonstrações de luto, e começaram a se reunir na Praça para protestar contra as autoridades centrais, então em grande parte sob os auspícios da Gangue dos Quatro, que ordenou que a Praça fosse limpa.
O evento foi rotulado de "contrarrevolucionário" imediatamente após sua ocorrência pelo Comitê Central do Partido Comunista e serviu como uma porta de entrada para a demissão e prisão domiciliar do então vice-premiê Deng Xiaoping, que foi acusado de planejar o evento, enquanto ele insistia que estava perto apenas para um corte de cabelo.  A decisão do Comitê Central sobre o evento foi revertida após o fim da Revolução Cultural, pois mais tarde seria oficialmente saudada como uma demonstração de patriotismo.